# 東京都道435号音羽池袋線

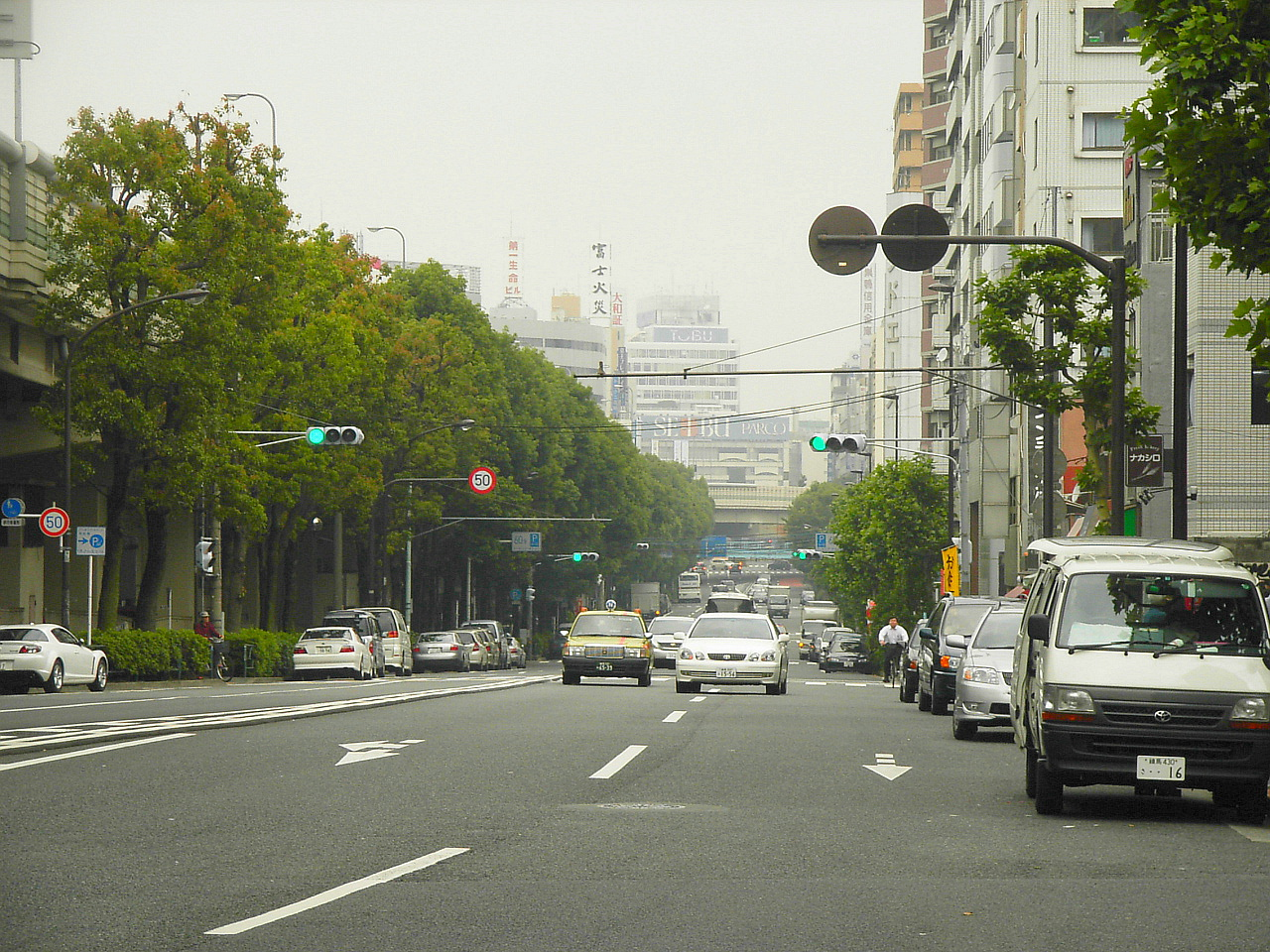
グリーン大通りを池袋駅方面へ見通す。首都高速5号池袋線が左を並走。本線は池袋駅へ至らず東池袋交差点から北進。（2005年6月、豊島区）

東京都道435号音羽池袋線（とうきょうとどう435ごう おとわいけぶくろせん）は、東京都文京区と豊島区を結ぶ特例都道である。東池袋交差点から池袋六ツ又陸橋交差点間は環状5の1号線に属する。

## 起点・終点
- 目白坂下交差点 - 目白通り（東京都道8号千代田練馬田無線）
- 池袋六ツ又陸橋交差点 - 国道254号（春日通り・川越街道）・明治通り（東京都道305号芝新宿王子線）・東京都道441号池袋谷原線

## 一般名称
- 音羽通り：目白坂下交差点 - 護国寺交差点
- 不忍通り：護国寺交差点 - 護国寺西交差点（東京都道437号秋葉原雑司ヶ谷線との重複区間）

## 重複区間
- 護国寺交差点 - 護国寺西交差点（東京都道437号秋葉原雑司ヶ谷線）約200m

## 通過する自治体
- 東京都
  - 文京区
  - 豊島区

## 接続する主な道路
- 護国寺交差点 - 東京都道437号秋葉原雑司ヶ谷線
- 護国寺西交差点 - 東京都道437号秋葉原雑司ヶ谷線、首都高速5号池袋線護国寺出入口
- 東池袋交差点 - グリーン大通り（東京都市計画道路放射第77号線）

## 周辺の施設
- 筑波大学附属中学校・高等学校
- 護国寺駅
- 日本大学豊山中学校・高等学校
- 筑波大学附属視覚特別支援学校
- 護国寺
- 文京区立青柳小学校
- 雑司ヶ谷霊園
- 東池袋四丁目停留場
- 豊島岡女子学園中学校・高等学校
- サンシャインシティ
- 東京電子専門学校